# آق‌دره (همدان)
آق‌دره، روستایی است از توابع بخش شرا شهرستان همدان در استان همدان ایران.

## جمعیت
این روستا در دهستان جیحون‌دشت قرار داشته و براساس سرشماری سال ۱۳۹۵جمعیت آن ۴۸نفر (۱۲خانوار) بوده‌است.

## موقعیت
این روستا در دامنه کوههای نسبتاً کم ارتفاع قرار داردکه از کوههای معروف این روستا قزل قلعه‌است که در قلهٔ آن قلعه‌ای به همین نام وجود.
ارتفاع این کوه در بلندترین نقطه ۲۱۵۰ متر از سطح دریاست.

## اقتصاد
آب این روستا از چشمه ای قدیمی تأمین می‌شود این چشمه متشکل از چندین حلقه چاه که به فاصله حدود صد متر از یکدیگر کنده شده و آب روستا را تأمین می‌کند.
مردم روستا به کار کشاورزی و دامپروری مشغول اند و از صنایع دستی آن‌ها به قالیبافی می‌توان اشاره کرد.